# Церква святого Степана на острові
 Церква святого Степана на острові   —  стара хорватська  церква  10-й століття, яку створила королева Хорватії Єлена Славна  на   Острові Діви Марії  в Соліні. Вона була побудована поруч  Церкви Пресвятої Богородиці в Соліні близько [976 рік|976 року], Згідно із записом, знайденим у  церковному приході. Прихожа церкви служила [мавзолей|мавзолеєм], в якому знаходилися гробниці хорватських королів, тоді як сусідня церква Пресвятої Богородиці, одна з найбільших у Хорватії, служила коронацією   царів з династії   Трипіровичів.

## Історія
На острові Богоматері в Соліні, біля річки [Ядро], хорватська королева Єлена Славна мала дві церкви, збудовані в 10 столітті, Пресвятої Богородицю та святого Степана, перша з яких служила місцем коронації - базиліка, а друга - місцем відпочинку царів з династії Трипіровичів. Вони належать до   подвійних церков, які зазвичай будували в хорватських регіонах бенедиктинці. Більша завжди була присвячена Богоматері, а менша - святому. У  середньовіччя митних царів  ховали в церкві, де вони були короновані, церква Богоматері Острова була, ймовірно, коронаційною церквою.  За фольклором, у Соліні було поховано сім хорватських королів.
Зазначені подвійні базиліки згадуються в декількох документах  Середньовіччя, включаючи   літопис   Томаса Архіддякона  (1200-1268). ), в час якого вони  існували.  Вони були пошкоджені та розграбовані під час татаро-монгольської навали в середині   13-го століття . У тексті він згадує, як церкви були побудовані та наділені "якоюсь царицею Єленою" та подаровані  Сплітською архієпархією у постійне володіння. У вестибюлі церкви знаходились гробниці хорватських королів, які зберігають ченці. Фома  аАрхеолог та історик Дон  Ловр Катич  (1887-1961) знайшов в архіві Сплитського собору документ 14 століття, на підставі якого в 1930 році він розпочав розкопки. Він виявив однонефну церкву розміром 18х6 метрів, з великим тамбуром, в якому було знайдено кілька хорватських могил, та могили пізніших часів.
Після вторгнення  татар у 13 столітті, які грабували могили та пошкоджувало церкви, на початку   14-го століття  церкви були перебудовані брібірськими князями.   У [1342 р.]   згадується під час правління князя    Младена III.  Після відходу турків на фундаментах   збудували нову церкву Богоматері Острова. Це  було   1670 року, оскільки   зафіксовано в регістрах Солін-Вранянської парафії, що 8  вересня   здійснили хрещення  в церкві Богоматері Острівної.

## Опис
Церква святого Степана була побудований в   каролінгському стилі з тамбуром, над яким стояла галерея та дві сходові вежі.   На руїнах церкви святого Степана на Острові  було знайдено надгробну плиту королеви Єлени († 976 р.)    Церква тринефна, розділена мурованими стовпами та прямокутною  апсида. 
Перші розкопки на місці були проведені  археологом дон  Фране Буличем (1846-1934), який 1898 виявив фундаменти старої середньовічної церкви біля тодішньої церкви св. Марія на острові Богоматері в Соліні. Його співавтор данський археолог  Ейнар Діггве (1887-1961) провів нові розкопки 1930, коли, частково під фундаментами тодішньої парафіяльної церкви  він знайшов залишки ще однієї меншої. Він припускав, що це церква святої Марія, яка була у функціонуванні Церкви конгрегацій.  
Аудиторські дослідження  археологи  проводили у 1972 році.